# گوان چنچن
گوان چنچن (چینی: 管晨辰; پین‌یین: Guǎn Chén Chén؛ زادهٔ ۲۵ سپتامبر ۲۰۰۴) ژیمناست اهل چین است.